# Organul lui Jacobson
Organul lui Jacobson (sau organul vomeronasal) este un organ auxiliar al simțului olfactiv care se găsește la multe animale. Acesta a fost descoperit de către Frederik Ruysch și mai târziu de Ludwig Jacobson în 1813.